# Ларионов, Олег Борисович
Олег Борисович Ларионов (род. 19 октября 1973) — советский и российский хоккеист. Тренер.

## Биография
Воспитанник пензенского хоккея. Выступал за команды «Дизель» / «Дизелист» Пенза (1990/91 — 1992/93, 1993/94 — 1994/95, 1995/96 — 1999/2000, 2007/08), «ЦСКА-2» (2002/03 — 2003/04), ЦСК ВВС (1994/95, 1995/96), «Прогресс» Глазов (1994/95, 1995/96), «Липецк» (1999/2000 — 2001/02), «Нефтяник» Альметьевск (2001/02), «Металлург» Серов (2001/02), «Владимир» (2004/05), «Титан» Клин (2005/06 — 2007/08), «Сокол» Новочебоксарск (2005/06).
Тренер юношеских команд в «Дизеле» (2008—2011), ЦСК ВВС (2014—2015), «Комете» Самара (2015—2020). Главный тренер команды МХЛ «Ладьи» Тольятти (22 января — 13 октября 2020), тренер «Дизеля» (ВХЛ, 2021—2023). Главный тренер команды НМХЛ «Дизелист» с сезона 2023/24.